# Носова солева залоза

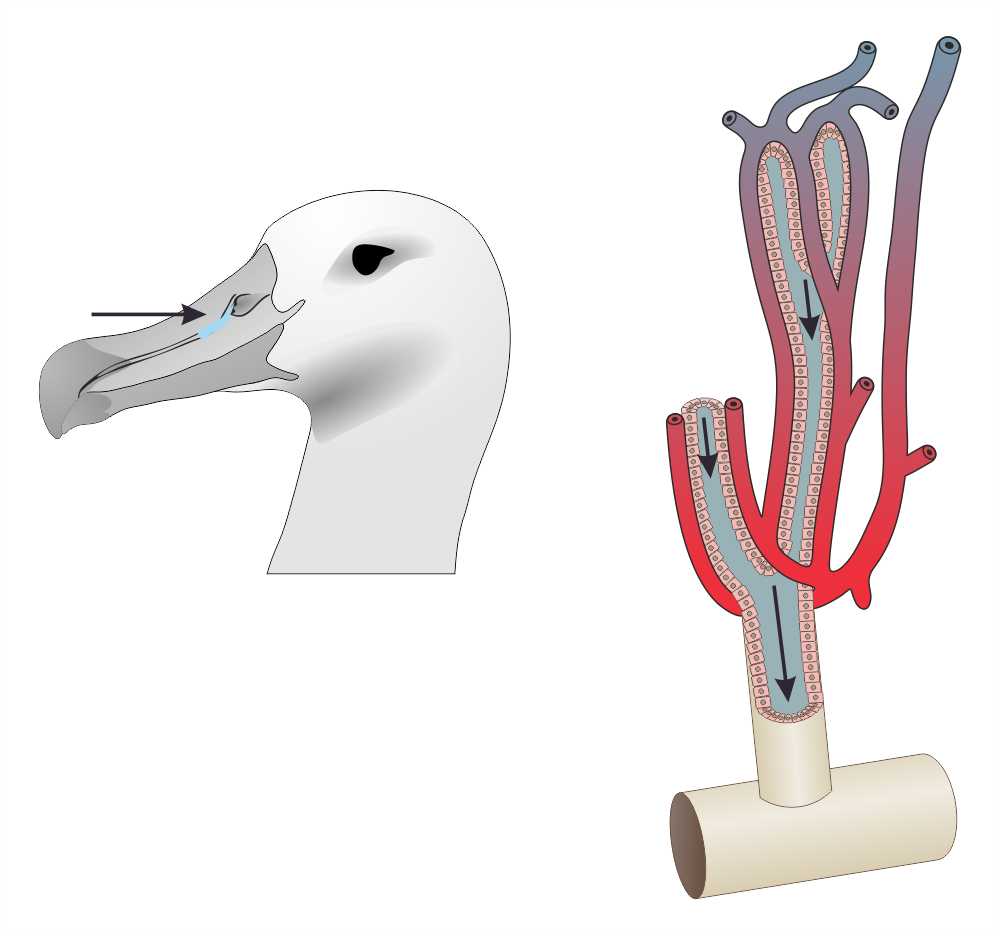
Розташування та будова солевої залози птаха

Носова залоза, також солева залоза птахів — залоза, призначенна для виведення надлишків солей з організму птахів. Добре розвинена в морських птахів, зокрема пінгвінів. 

## Анатомія
Залози складаються з часток, утворених секреторними трубочками, які радіально збігаються до одного чи декількох канальців. Секреторні трубочки вистелені одношаровим кубічним епітелієм. Канальці зливаються між собою, об'єднуючись у більші, й поступово утворюють протоки залози. Між трубочками знаходиться сполучна тканина з плетивом кровоносних судин. При надлишку солей в організмі птаха, розміри секреторних клітин збільшуються, канальці розширюються, а кількість сполучної тканини знижується.
За розташуванням розрізняють латеральні надочноямкові залози, позаочноямкові та передньоочноямкові (останні характерні для пеліканоподібних).

## Фізіологія
Належить до так званих солевих залоз, характерних для птахів, рептилій та акул. Секреція електролітів надочноямкової залози регулюється гормонами кори наднирників.